# Ясновидение

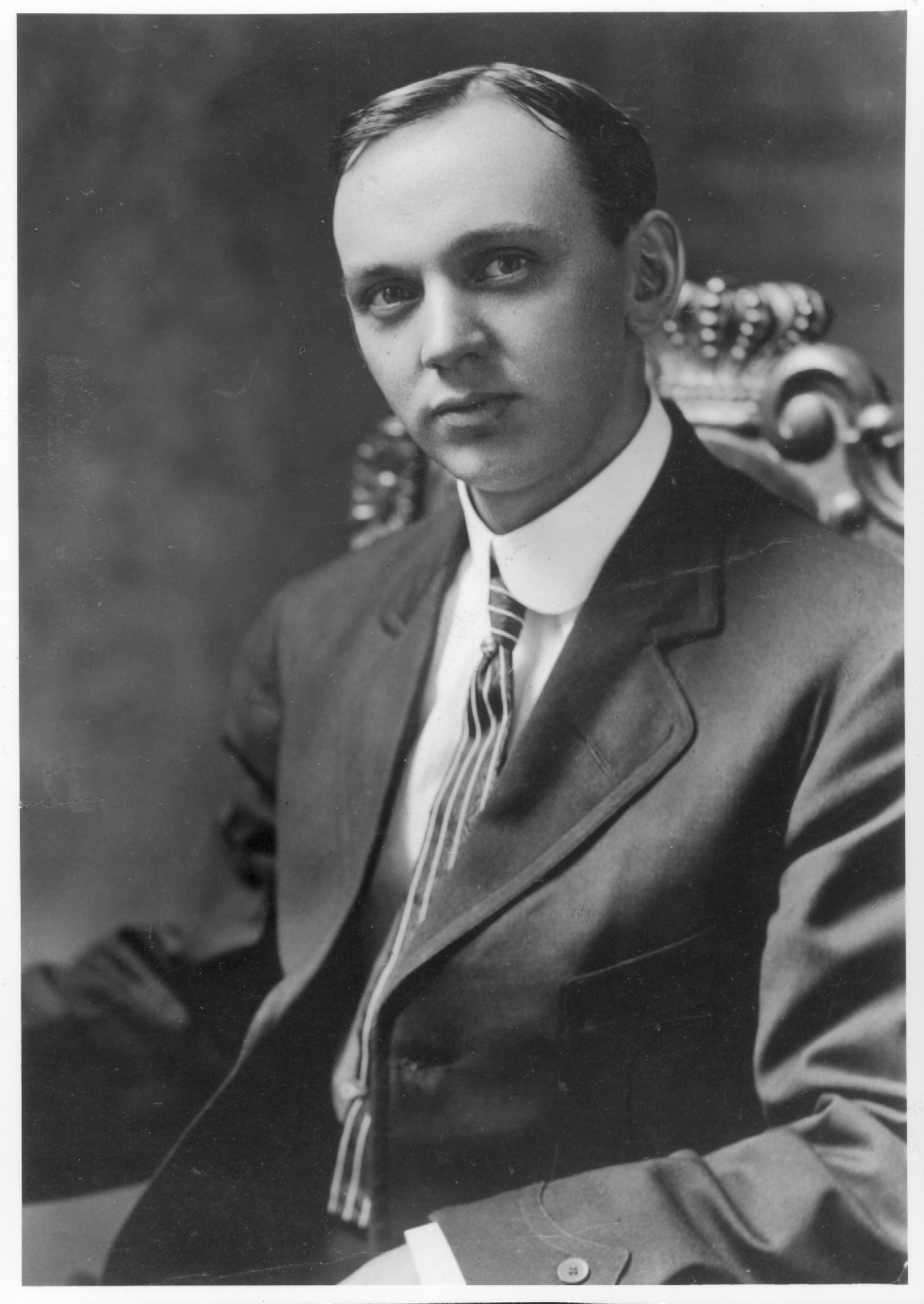
Эдгар Кейси, 1910 г.

Яснови́дение — сверхъестественная способность получать информацию о событиях прошлого, настоящего и будущего, недоступную для получения рациональными способами. В отличие от гаданий, спиритизма и т. д., ясновидение предполагает привязку к личности ясновидящего, а не к используемым им методам. 
Вера в существование ясновидящих в реальном мире достаточно распространена, хотя научно подтверждённых случаев ясновидения не зафиксировано.

## Виды и формы
Ясновидение тесно связано с такими понятиями, как экстрасенсорное восприятие, телепатия, спиритуализм и медиумизм, хотя понятия эти часто используются неточно и считаются равнозначными. К ясновидению обычно относят несколько различных типов заявляемых сверхъестественных способностей, в том числе:
- Экстрасенсорное восприятие — восприятие объектов, недоступных известным органам чувств.
- Получение, в виде ответов на конкретно поставленные мысленные вопросы, информации о каких-либо текущих событиях или определённых объектах.
- Получение информации о местонахождении и состоянии объекта по ранее сделанным его фотографиям или ранее связанным с объектом предметам, в том числе диагностика здоровья людей или животных по их фотографиям, определение местонахождения живого существа и его состояния (жив/мёртв/болен/несчастен/доволен/счастлив), а также иногда сообщение сведений о его нынешнем окружении по фотографии или принадлежащей ему вещи.
- Получение зрительной информации о каких-либо объектах, недоступных непосредственному зрительному восприятию (дальновидение), в том числе «видение внутренним зрением» органов тела живых объектов и внутренней структуры предметов.
- Видение ауры живых существ и определение по ауре их состояния (в том числе диагностика заболеваний).
- Осмотр «внутренним зрением» событий прошлого (которых сам «видящий» лично наблюдать не мог).
- Восприятие информации о событиях будущего.

## Существование явления
До настоящего момента заявления о существовании способности к ясновидению научного подтверждения не получили (см. Фонд Джеймса Рэнди). Национальный научный фонд (США) относит ясновидение к наиболее распространённым среди американцев заблуждениям.
Заявления об обладании некими сверхъестественными способностями часто используются шарлатанами. Механизмы имитации ясновидения достаточно хорошо известны и многократно описаны. Чаще всего «ясновидящий» использует информацию, полученную втайне от клиента посредством вполне естественных каналов, о которых клиент просто не знает, либо действует по типичной схеме «цыганского гадания»: начинает с общезначимых расплывчатых утверждений, а затем просто сообщает клиенту информацию, полученную от него же в ходе беседы.